# Krajna
Krajna er en skovklædt historisk region i den nordlige del af Storpolen i Polen. Den ligger i grænseområdet mellem Storpolen, voivodskabet Kujavia-Pommern og voivodskabet Pommern. Regionen består af dele af powiaterne Złotów, Piła , Sępólno, Nakło, Bydgoszcz og Człuchów, en bygmina i Złotów, landdistrikter i Złotów og by-landlige gminaer i Krajenka, Wysoka, Wyrzysk,  Łobżenica, Kamień Krajeński, Sępólno Krajeńskie, Więcbork, Nakło nad Notecią, Koronowo og Debzno. Navnet Krajna er afledt af det slaviske ord for grænseland (mellem Storpolen og Pommern), jfr. Krajina.
De vigtigste byer i regionen er Złotów og Nakło nad Notecią. Siden 1932 har Krajna haft sin egen regionale hymne, komponeret af Paweł "Krajnomir" Jasiek.
En del af regionen udgør et beskyttet område kaldet Krajna Landskabspark.

## Historie
Krajna udgjorde en del af Provinsen Storpolen  i kongeriget Polen. I 1655 blev området invaderet af Sverige, og slaget ved Ujście blev udkæmpet der.
Under den  tyske besættelse af  Polen under 2. verdenskrig var befolkningen udsat for adskillige forbrydelser, med deportationer til tvangsarbejde og koncentrationslejre, udvisninger og henrettelser. En koncentrationslejr for polakker fra regionen blev drevet i landsbyen Radzim, og mange blev enten deporteret til andre koncentrationslejre eller massakrer ved det nærliggende Rudzki Most. Massakrer på lokale polakker begået af SS og Selbstschutz fandt også sted i Paterek, Łobżenica, Górka Klasztorna og Sadki. Den polske modstandsbevægelse var aktiv i regionen.
Tyskerne drev også adskillige tvangsarbejdslejre i Krajnaområdet , blandt andet flere underlejre til Stalag II-B og Stalag XX-A krigsfangelejre for allierede krigsfanger. En af fangerne var den senere britiske skuespiller Sam Kydd, der  i sine erindringer skrev,  at han endda lærte forskellige polske sætninger gennem kontakt med den lokale polske befolkning.

## Byer
- Kaczory
- Kamień Krajeński
- Krajenka
- Łobżenica
- Miasteczko Krajeńskie
- Mrocza
- Nakło nad Notecią
- Piła
- Sępólno Krajeńskie
- Ujście
- Więcbork
- Wyrzysk
- Wysoka
- Złotów